# Tommy Kahnle
Tommy Kahnle (né le 7 août 1989 à Latham, New York, États-Unis) est un lanceur de relève droitier des Yankees de New York de la Ligue majeure de baseball.

## Carrière
Joueur des Fighting Knights de l'Université Lynn à Boca Raton en Floride, Tommy Kahnle est un choix de cinquième ronde des Yankees de New York en 2010. Il évolue 4 saisons en ligues mineures dans l'organisation des Yankees, atteignant le niveau Double-A en 2012 et 2013. Il est réclamé au repêchage de la règle 5 par les Rockies du Colorado le 12 décembre 2013.
Kahnle passe du Double-A aux Ligues majeures sans passer par le Triple-A. Il fait ses débuts avec les Rockies du Colorado le 3 avril 2014 face aux Marlins de Miami. Le 5 avril suivant, le releveur droitier remporte sur les Diamondbacks de l'Arizona sa première victoire dans le baseball majeur.
Le 24 novembre 2015, Coloraod échange Kahnle aux White Sox de Chicago contre le lanceur droitier des ligues mineures Yency Almonte.
Kahnle joue pour les White Sox en 2016 et pour la première moitié de la saison 2017.
Le 19 juillet 2017, les White Sox échangent Kahnle, le joueur de troisième but Todd Frazier et le lanceur droitier David Robertson aux Yankees de New York en retour  du lanceur droitier Tyler Clippard et de trois joueurs des ligues mineures : le lanceur gaucher Ian Clarkin et les voltigeurs Tito Polo et Blake Rutherford.